# Брік Валентина Миколаївна
Валентина Миколаївна Брік (нар. 31 серпня 1985 (39 років) ) — українська волейболістка, бронзова призерка літніх Паралімпійських ігор 2012 року. Майстер спорту України міжнародного класу.

## Біографія
Валентина народилася 31 серпня 1985 року.
У складі національної паралімпійської збірної команди України виступала на XIV і XV літніх Паралімпійськіх іграх. У Лондоні 2012 виборола бронзові нагороди;. У Ріо-де-Жанейро 2016 посіла четверте місце.
Займається у секції волейболу Дніпропетровського обласного центру «Інваспорт». Її тренують Ярослав Володимирович Малойван і Віктор Гаврилович Тимошенко.
Майстер спорту України міжнародного класу.

## Державні нагороди
- Орден княгині Ольги III ступеня (2012)[5].